# Martin Fedor
Martin Fedor, né le 4 mars 1974 à Považská Bystrica, est un homme politique slovaque, membre de l'Union démocrate et chrétienne slovaque - Parti démocrate.

## Biographie
Martin Fedor étudie les relations internationales à l'université Comenius de Bratislava de 1992 à 1997.
Il est chef du cabinet du Premier ministre Mikuláš Dzurinda de 1998 à 2000.
En 2001, il rejoint l'Union démocrate et chrétienne slovaque (SDKU), dont il dirige les relations internationales. Après avoir travaillé à l'ambassade slovaque en Irlande, il entre au gouvernement slovaque le 10 octobre 2003 comme adjoint auprès du ministre de la Défense Juraj Liška dans le deuxième gouvernement de Mikuláš Dzurinda. Le 1er février 2006, il devient ministre de la Défense dans le même cabinet et le demeure jusqu'au 4 juillet suivant, date à laquelle est investi le nouveau gouvernement de Robert Fico.
Il est élu député au Conseil national slovaque lors des élections législatives de juin 2006, puis réélu en 2010, en 2012 et en 2016.